# Nước trên Sao Hỏa
Nước trên Sao Hỏa là một chủ đề khoa học quan trọng trong các nghiên cứu và quá trình thám hiểm Sao Hỏa. Lý do chính vì nước ở thể lỏng là một yếu tố quan trọng bậc nhất để giúp duy trì sự sống, trong quá khứ của hành tinh này; cũng như trong tương lai thám hiểm hành tinh này.

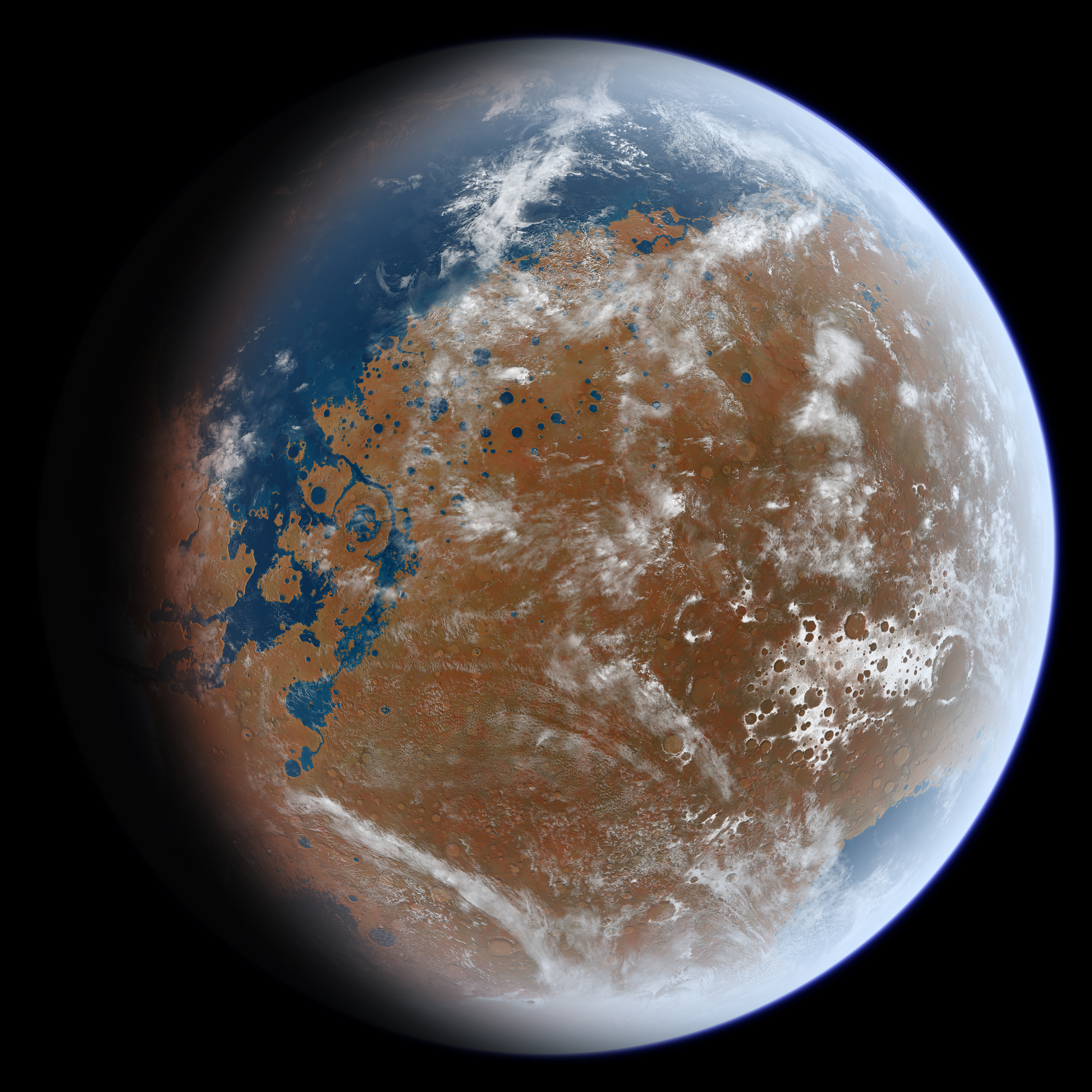
Ấn tượng với một họa sĩ vẽ về sao Hỏa cổ đại có thể trông như thế nào, dựa trên dữ liệu địa chất trên sao Hỏa

Chu trình thay đổi lượng hơi nước trên Sao Hỏa trong 1 năm

Hiện tại có rất nhiều bằng chứng khoa học cho thấy nước tồn tại với lượng nhỏ trên hành tinh đỏ. Trong quá khứ, Sao Hỏa đã có thể còn có nhiều nước hơn hiện nay, và có thể có vị mặn cao. Các dấu hiệu xói mòn của nước trên bề mặt hành tinh là chứng cứ thuyết phục nhất về những thay đổi thời tiết và sự tồn tại nước lỏng trong quá khứ của Sao Hỏa. Việc sử dụng nguồn nước còn tồn tại ngày nay là yếu tố sống còn cho sự đổ bộ của con người lên hành tinh này.
Theo các quan sát thu được từ các dụng cụ đo đạc đã đưa lên hành tinh và các vệ tinh bay quanh nó, cùng các quan sát từ Trái Đất, chúng ta hiện có được hiểu biết chi tiết về chu trình thay đổi của hơi nước trong khí quyển Sao Hỏa diễn ra theo mùa trong năm Sao Hỏa. Nguồn cung cấp lớn nhất cho hơi nước đến từ vùng băng tuyết quanh cực Bắc; cứ đến cuối mùa xuân đầu mùa hè trên bắc bán cầu, một lượng lớn nước đá trên bề mặt ở vùng này lại thăng hoa và được gió đưa xuống phía nam. Sự đều đặn của chu trình hơi nước quan sát được cho phép chúng ta tạo ra các mô hình tiên đoán trước lượng hơi nước trong khí quyển Sao Hỏa bất cứ ngày nào, hôm nay hay ngày mai.
Toàn bộ lượng hơi nước trong khí quyển Sao Hỏa rất nhỏ. Nếu toàn bộ nước trong khí quyển này rơi thành mưa trong một thời điểm, chúng sẽ tạo ra một biển nước chỉ dày vài trăm xentimét bao quanh bề mặt. 

Dự báo phân bố hơi nước trên toàn Sao Hỏa ngày 23 tháng 11 năm 2005

Các mô phỏng chi tiết trên máy tính cho thấy hơi nước trong khí quyển Sao Hỏa còn phải tương tác với một nguồn nước nữa khá lớn nằm dưới bề mặt hành tinh. Một lượng nước lớn khoảng 10 lần toàn bộ nước có trong khí quyển có thể được hấp thụ trong vài xentimét đất đá trên bề mặt. Đây có thể là nguồn thu nước quan trọng và là mục tiêu khai thác cho các chuyến đổ bộ tương lai lên hành tinh. Các tính toán cho thấy nguồn nước hấp thụ trên mặt đất cung cấp hơi nước cho khí quyển và được trao đổi qua lại giữa hai bán cầu nhờ gió thổi quanh năm trên Sao Hỏa.

#### Nước lỏng bên dưới thềm băng

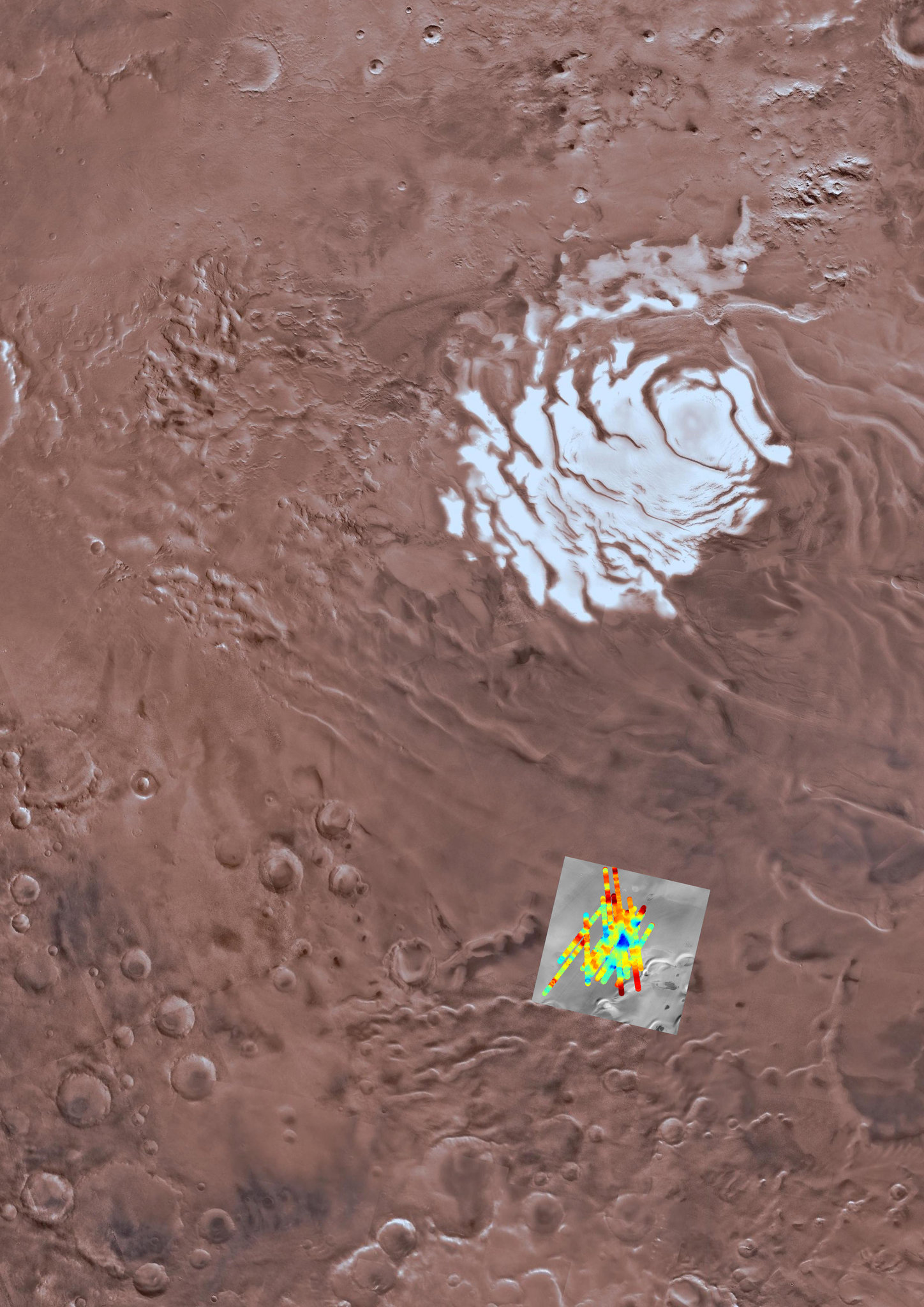
Vị trí cực nam Sao Hỏa, nơi có hồ nước ngầm dưới thềm băng (25 tháng 7 năm 2018)

Tháng 7 năm 2018, các nhà khoa học thông báo đã phát hiện thấy một hồ nước lỏng nằm bên dưới 1,5 km thềm băng ở cực nam Sao Hỏa, có chiều rộng 20 km, và là một hồ chứa nước lỏng ổn định đầu tiên được tìm thấy ở hành tinh này. Hồ được phát hiện nhờ sử dụng dữ liệu radar từ thiết bị MARSIS đặt trên tàu Mars Express bay quanh Sao Hỏa thu thập từ tháng 5 năm 2012 đến tháng 12 năm 2015. Trung tâm của hồ nằm ở tọa độ 193°E, 81°S, một vùng đất phẳng không có bất kỳ một đặc điểm địa mạo đặc biệt nào nhưng được bao quanh bởi nền đất cao hơn, ngoại trừ phía đông, nơi có một bồn trũng.
Bởi vì nhiệt độ ở vùng cực ước tính vào khoảng 205 K, các nhà khoa học dự đoán nước có thể tồn tại ở trạng thái lỏng nhờ hiệu ứng phản đông lạnh của muối magnesi và calci perchlorat. Lớp băng dày 1,5 km phủ bên trên bề mặt hồ chứa băng nước với 10 đến 20% hỗn hợp bụi, và được bao phủ theo mùa bởi lớp băng khô CO2 dày 1m. Do dữ liệu thô thu được từ vùng chỏm băng cực nam là hạn chế, các nhà khoa học khám phá hồ nói rằng "không có một lý do thỏa đáng nào để kết luận nước bên dưới mặt đất Sao Hỏa chỉ tồn tại hạn chế ở một nơi duy nhất."
Hồ có thể chứa nước trong hoặc lẫn đất và bùn. Hàm lượng muối cao trong hồ khiến hầu hết các dạng sống khó phát triển ở đây, nhưng trên Trái Đất, có các "sinh vật ưa mặn" sống ở môi trường có độ mặn cao.